# 桑冲
桑冲（？—1477年），本姓李氏，明朝山西太原府石州（今山西省吕梁市离石区）李家湾文水东都人，知名罪犯，專事誘姦婦女。

## 生平
成化三年三月间，桑冲离家，经历大同、平阳、太原、真定、保定、顺天、顺德、河间、济南、东昌、朔州、太谷、永年等共四十五郡縣，及乡、村等七十八处，专门施迷药，诱奸妇女。

桑冲為了勾引良家婦女竟男扮女相，“戴一发髻，妆妇人身首”，還把自己的腳也纏成小腳。
先后有良家女子一百八十二人受害。
后于成化十三年七月企图在高宣家故技重施，但当晚被企图潜入房内欲行不轨的婿赵文举識破其真相，捉送晋州，惊动朝廷，遂以有伤风化于当年十一月被凌迟处死---

山西太原府石州民桑冲伏诛。初，大同府山阴县有男子习女工，为妇人装以诱淫良家女妇，有不从者，用魇魅淫之。冲尽得其术，从而效之者七人。冲历四十馀州县，淫女妇百八十馀人，莫有疑其伪者。至晋州有男子欲强淫之，始知其伪，告官。械至京都察院，具狱以闻。 上以其情犯丑恶，有伤风化，命凌迟于市，且令搜捕七人者，罪之。